# Brandstifter (William Faulkner)
Brandstifter (im amerikanischen Original Barn Burning) ist eine Kurzgeschichte des amerikanischen Schriftstellers William Faulkner, die erstmals im Juni 1939 im Harper’s Magazine erschien und im selben Jahr mit dem O. Henry Award für die beste Kurzgeschichte des Jahres ausgezeichnet wurde.
Sie handelt von Klassen- sowie Loyalitätskonflikten und kann als Prolog zu jenen drei Romanen gesehen werden, die als Snopes-Trilogie bekannt sind.

## Handlung
Die Kurzgeschichte beginnt mit dem zehnjährigen Colonel Sartoris „Sarty“ Snopes, der einer Gerichtsverhandlung beiwohnt. Sein Vater Abner Snopes wird beschuldigt, die Scheune seines Landherren, Mr. Harris, in Brand gesteckt zu haben. Der junge Sarty, der von der Schuld seines Vaters weiß, wird aufgerufen auszusagen und bringt die Unschuldsbekundungen für seinen Vater nur schwer über die Lippen. Dennoch kommt es aufgrund mangelnder Beweise nicht zu einem Schuldspruch, Abner Snopes soll lediglich die Stadt verlassen.
Die Familie ist auf den Umzug bereits vorbereitet und bricht unverzüglich auf. Neben Abner und Sarty reisen Lennie (Abners Frau und Sartys Mutter) und deren unverheiratete Schwester Lizzie mit. Abner stellt seinen Sohn wegen der Szene im Gericht zur Rede und fordert ihn zu absoluter Loyalität auf. Er schlägt ihn während der Ansprache; Sarty selbst ist vom neuen Heim im Yoknapatawpha County beeindruckt und spekuliert darauf, dass es seinem Vater ebenso geht. Er hofft, dass dieser sesshaft wird und mit seiner Lage zufrieden ist.
Bei einem Besuch bei Abners neuem Arbeitgeber Major de Spain beschmutzt Abner jedoch einen teuren Teppich, weil er sich auf der Matte nicht die Schuhe abputzt. Darüber hinaus verängstigt Abner die Bewohner, die ihn darauf hinweisen, dass de Spain nicht zu Hause ist. Erst nach wiederholter Aufforderung verlässt Abner das Haus. Der unerwünschte Auftritt hat Folgen. Major de Spain erscheint persönlich bei Abner mit dem Teppich und verlangt, dass er ihn reinigt. Statt auf die Frauen zu hören, die den Teppich für ihn säubern wollen, benutzt Abner Feldsteine sowie eine Laugenseife für die Reinigung und hinterlässt den ruinierten Teppich auf der Veranda.
De Spain konfrontiert Abner damit, dass er den Teppich unwiederbringlich zerstört habe, und verlangt zwanzig Bushel Mais als Wiedergutmachung. Abner klagt dagegen vor Gericht; dort gibt man jedoch de Spain Recht, auch wenn der Schadensersatz auf zehn Bushel heruntergesetzt wird. Abner Snopes fühlt sich erneut falsch behandelt und trifft gegen alle Proteste der Frauen Vorbereitungen, de Spains Scheune niederzubrennen.
Sarty will das nicht zulassen und kämpft sich von den Frauen frei, die ihn zurückhalten wollen. Sarty läuft zur Farm und warnt Major de Spain mit Satzfragmenten, die überwiegend nur das Wort „Scheune“ (barn im Original) enthalten. Anschließend läuft Sarty die Straße hinunter und verlässt somit seine Familie. Zuvor hört er noch, dass drei Schüsse fallen. Er trauert innerlich in dem Glauben, sein Vater sei getroffen worden.

## Entstehung und Werkzusammenhang
Brandstifter entstand 1939 während der Arbeiten am Roman Das Dorf und war ursprünglich als Prolog für dieses Werk gedacht. Faulkner entschied sich jedoch um und veröffentlichte den Text eigenständig im Juni 1939 im Harper’s Magazine.
Stofflich erweitert Faulkner in dieser späten Erzählung seine früheren Kurzgeschichten Dry September und That Evening Sun um den Hintergrund der Auseinandersetzung zwischen dem „armen landlosen Weißen“ und den Vertretern der Südstaaten-Aristokratie. Zugleich steht erzähltechnisch die Dramatisierung des inneren Konfliktes im Bewusstsein eines kindlichen Protagonisten im Vordergrund, der sich von der Autorität seines Vaters lösen muss, um seine eigene Integrität zu bewahren. So fühlt der zehnjährige Sarty sich einerseits innerlich eng mit seinem Vater verbunden, andererseits muss er diesen gleichzeitig wegen seines skrupellosen, gewaltsamen Verhaltens und seiner amoralischen Weltsicht ablehnen. Thematisch berührt Barn Burning damit einige der zuvor veröffentlichten Romane Faulkners, in denen sich jugendliche Helden wie beispielsweise Quentin Compson in Schall und Wahn oder der junge Bayard Sartoris in Sartoris von dem Einfluss ihrer Väter lösen müssen, um ihre eigene Persönlichkeit entfalten zu können. Anders als in den weit ausholenden Romanen umfasst das Geschehen hier jedoch nur eine kurze Zeitspanne von sechs Tagen und wird in einem Erzählstrang linear in chronologischer Abfolge auf eine Entscheidungssituation hin erzählt, die zugleich den Höhepunkt und das Ende der Geschichte bildet. Das zugrundeliegende zeitliche Gliederungsprinzip, nach dem eine Phasenbildung nach Tageseinheiten erfolgt, sorgt dabei für eine besonders klare Handlungsstrukturierung mit einem deutlichen Wechsel von Spannung und Entspannung und erzeugt am Schluss den Eindruck einer zwangsläufigen Notwendigkeit in dem sich stets beschleunigenden Ablauf des Geschehens und der Ereignisse.
In seinem Bemühen, seine komplexen thematischen Vorstellungen von der Natur und dem Wesen des Menschen in einer immer wieder variierter Sprachgestaltung sowie Verbindung direkter und indirekter Ausdrucksmittel in eine angemessene Form zu kleiden, entwickelt Faulkner nicht nur in seinen Romanen, sondern ebenso in seinen Kurzgeschichten erzähltechnisch durchaus unterschiedliche Strukturformen. Diese finden ihren Niederschlag etwa in der komplementären Gestaltung zweier Erzähl- und Handlungsstränge in Dry September und der äußerst zentrierten Struktur von That Evening Sun. Während Faulkner in That Evening Sun erzählperspektivisch überwiegend auf die Form einer distanzierten Ich-Erzählung Quentin Compsons zurückgreift, wählt er in Barn Burning eine weitgehend personale Erzählweise, die allerdings auf das Bewusstsein der Hauptfigur konzentriert ist. Auffällig ist in allen drei der hier erwähnten Kurzgeschichten die vielfältige Nutzung und Gestaltung eines bildhaft-symbolischen frozen moments (deutsch: „erstarrte Bewegung“ oder auch Tableau) als bestimmendes Schlussmoment der Erzählungen.
Der stetige Rückgriff auf Stoffe, Gestalten und Werte des amerikanischen Südens, die das eigentliche Zentrum seines literarischen Schaffens bilden, verbindet Faulkner nicht nur in den wesentlichen Aspekten seines Welt- und Menschenbildes, sondern zugleich in seiner symbolischen Sicht- und Ausdrucksweise ebenso mit den bedeutendsten Schriftstellern und Dichtern der amerikanischen Literatur, vor allem Hawthorne und Melville.
In der deutschen Nachkriegsliteratur nimmt Siegfried Lenz in seinem 1968 veröffentlichten Roman Deutschstunde zentrale Motive aus Faulkners Kurzgeschichte auf. Auch Lenz’ Figur des Siggi Jepsen befindet sich in einer extremen Situation, in der er zwischen der Loyalität zu seinem brandstiftenden Vater und seinem eigenen Rechts- und Moralempfinden hin- und hergerissen wird. Lenz versucht in seinem Roman den bei Faulkner zuvor angelegten Vater-Sohn-Konflikt auf eine spezifisch deutsche Generationserfahrung zu übertragen.

## Perspektive und erzähltechnische Gestaltung
Die Ereignisse in Barn Burning werden weitgehend so geschildert, wie sie sich in den Wahrnehmungen und Empfindungen des kindlichen Protagonisten spiegeln. Damit rückt die Dramatik des inneren Konfliktes in der Psyche des zehnjährigen Colonel Sartoris Snopes in den Vordergrund, während die Figur seines Vaters, des Brandstifters Abner Snopes, aufgrund einer fehlenden Innenschau demgegenüber umso unheimlicher und unverständlicher wirkt.
Allerdings wählt Faulkner erzähltechnisch nicht die Form einer Ich-Erzählung, die angesichts des begrenzten Erfahrungshorizontes und Sprachschatzes eines Zehnjährigen zwangsläufig sehr eingeschränkt wäre, sondern führt als Erzählfigur eine wissende dritte Person ein, die einen umfassenden Einblick in das kindliche Bewusstsein hat. Auf diese Weise wird das Kind zwar zum Subjekt, das die äußeren Eindrücke aufnimmt, ist jedoch zugleich Objekt der Beschreibung des Erzählers, der dem Leser gegenüber die Wahrnehmungen und die Vorgänge im Bewusstsein des zehnjährigen Protagonisten analysieren und erläutern kann. Der Erzähler kann ebenfalls statt der beschränkten Ausdrucksfähigkeit eines Kindes eine äußerst differenzierte Erzählsprache verwenden, ohne an Glaubwürdigkeit zu verlieren.
So kommentiert der Erzähler an verschiedenen Stellen die Sichtweise des Jungen und erweitert oder korrigiert dessen subjektiven Blickwinkel durch objektive Angaben; ebenso erläutert er die besondere psychische Situation des Kindes und gibt Hinweise auf dessen Unfähigkeit, komplexere Sachverhalte oder Verhältnisse zu durchschauen und seine Gefühle sowie ungeordneten Empfindungen angemessen zu versprachlichen. An anderen Stellen wiederum gibt er Sartys Gedanken direkt in wörtlicher Rede wieder. Ungeachtet der gelegentlichen Distanzierung oder Brechung der Erzählperspektive gewinnt Sarty das Mitgefühl der Leser, die überwiegend sein inneres Drama unmittelbar miterleben können.
In dem Ablauf des Geschehens lassen sich drei relativ geschlossene Phasen herauskristallisieren. Wie sich im Nachhinein erschließen lässt, beginnt der erste Tag, ein Montag, mit der Gerichtsverhandlung und der Anklage von Abner Snopes wegen Brandstiftung und endet mit dem Aufbruch der Familie in eine andere Gegend. Am zweiten Tag, einem Dienstag, begleitet Sarty seinen Vater zum Haus des neuen Dienstherren, in dem Abner mutwillig einen wertvollen Teppich beschmutzt, den er anschließend durch eine „Säuberung“ mit Feldsteinen völlig ruiniert. Den Abschluss dieser Phase bildet die Schadensersatzforderung des Major de Spain am Morgen des folgenden Tages. Nach einem retardierenden Zwischenteil werden dann die Ereignisse am Samstag geschildert, wobei mit Hilfe verschiedener Mittel wie zunehmender Erzähldichte, mehrfacher Gliederung und präziser zeitlicher Festlegung der einzelnen Tagesabschnitte der Höhepunkt der Geschichte auch äußerlich hervorgehoben wird: Am Morgen findet die Gerichtsverhandlung mit der Klage von Abner Snopes gegen den Major statt; am Nachmittag halten Abner Snopes und seine Söhne sich scheinbar heiter und gelöst in der Ortschaft auf, um nach Sonnenuntergang wiederum nach Hause zurückzukehren. Nach dem Abendessen trifft Snopes dann unvermittelt die Vorbereitungen für eine erneute Brandstiftung. Die Ereignisse in diesem letzten Stadium scheinen sich zu überstürzen: Sarty trägt seine Einwände gegenüber seinem Vater vor, wird daraufhin von seiner Mutter festgehalten, reißt sich los und eilt zu Major de Spain, um diesen zu warnen, läuft dann jedoch vor dem Major davon in Richtung auf die gefährdete Scheune, hört unterdessen die Schüsse, kehrt um und begibt sich nun auf den Weg, die Gegend und damit die Welt der Snopeses für immer zu verlassen.
Analog zu diesem dreiteiligen Handlungsaufbau ist auch die thematische Entwicklung durch einen deutlichen Dreischritt gekennzeichnet: Im Anfangsteil steht der Sohn noch völlig unter dem Einfluss bzw. im Bann seines Vaters; im mittleren Teil hofft er auf eine Veränderung der desolaten Situation durch äußere Kräfte oder Mächte, das heißt den Zauber einer friedlichen und geordneten Welt, wie er sie im Plantagenhaus vorzufinden glaubt; am letzten Tag gewinnt er schließlich die Kraft, sich innerlich aus der Bindung an seinen Vater zu lösen und so eine Änderung der Situation selbst herbeizuführen. Durch die Kontrastierung von Erzählanfang und Erzählende wird diese Wandlung, die der Junge durchläuft, deutlich hervorgehoben. So steht die anfängliche Erwähnung des Scheunenbrandes der Brandstiftung am Schluss gegenüber; die erste Gerichtsverhandlung eröffnet die Geschichte, während die zweite Verhandlung den Höhepunkt einleitet. Zudem entspricht der Aufbruch der Snopeses am Ende des ersten Tages dem Aufbruch Sartys am Schluss der Geschichte. Der entscheidende, für das Verständnis der Geschichte bedeutsame Unterschied besteht in Sartys Verhalten, das sich von seiner anfänglichen Passivität letztlich in die Aktivität am Schluss wandelt. Sein eigenes Eingreifen in die Vorbereitungen zu der zweiten Brandstiftung und seine Trennung von der Familie erweisen sich dabei als die äußeren Zeichen seiner neu gefundenen Selbstständigkeit.
Die Wandlung Sartys lenkt mit der Frage nach den Motiven den Blick zurück auf seinen Vater Abner Snopes als weiterer Hauptgestalt der Kurzgeschichte. In den bisherigen wenigen Deutungen der Geschichte lag das Hauptaugenmerk auf dessen Rolle und Charaktergestaltung. Bereits durch seinen Namen wird er als Angehöriger der armen Weißen in Faulkners fiktiver Erzähllandschaft Yoknapatawpha County ausgewiesen und zudem aufgrund seiner moralischen Skrupellosigkeit und bedenkenlosen Gewinnsucht als negatives Gegenbild zu der „aristokratischen“ Satoris-Familie in dem gleichnamigen Roman Faulkners von 1929 gezeichnet, die eine gegenläufige moralische und humanistische Tradition verkörpert.
Einzelne Interpreten wie William Bysshe Stein haben Abner Snopes auf der Grundlage einer tiefenpsychologischen Ausdeutung seiner Fußverletzung bereits sehr früh als „Faulkner’s Devil“ gesehen und als Artverwandten von Melvilles Ahab in Moby-Dick verstanden. Anhaltspunkte für eine solche aus heutiger Sicht indes einseitig überzeichnete Deutung glaubten sie in seiner auffälligen äußeren Erscheinung wie der schwarzen Kleidung und dem Hinken zu finden; daneben sahen sie Hinweise und Belege für eine derartige Interpretation in seiner ruhelosen Lebensweise, vor allem dem Wandern von Ort zu Ort, und insbesondere in seiner unmenschlichen emotionalen Kälte und Unzugänglichkeit. Darüber hinaus wurden auch verschiedene für ihn charakterisierende Bilder und Vergleiche aus dem Bereich des Anorganischen wie etwa seine maschinenhaften („machinelike“) Bewegungen, seine eisen-grauen („iron-grey“) Brauen oder seine kieselstein-farbigen („pebble-colored“) Augen als Verweiszeichen angeführt. Der Aspekt des Unmenschlichen und Abners Verachtung von Tradition und Sitte wurden zum Teil, etwa von C. Mitchell, sogar als eine Art Prophezeiung der mechanischen Verderbtheit aller Werte („prophecy of the depraved mechanization of all values“) gesehen.
Einer solchen einseitigen oder überzogenen Deutung ist jedoch entgegenzuhalten, dass Abners destruktives Verhalten nicht einfach Ausdruck einer sinnlosen Zerstörungswut ist, sondern durch sein – wenngleich pervertiertes – Rechtsbewusstsein und seinen primitiven privaten moralischen Rechts- oder Verhaltenskodex begründet ist. Seine mehrfachen Brandstiftungen werden vom Erzähler ausdrücklich nicht allein als bloße Rachsucht geschildert, sondern als einzige Möglichkeit erläutert, seine Integrität zu bewahren („the one weapon for the preservation of integrity“), ohne dass dies jedoch irgendeine Solidarisierung mit einer bestimmten sozialen Gruppe oder einem bestimmten Personenkreis beinhaltet.
Soweit positive Charakterzüge bei Abner Snopes festzustellen sind, etwa seine Unabhängigkeit und sein Mut, die auch Fremde beeindrucken, zeigen diese nicht nur Faulkners Neigung zu differenzierter Charakterdarstellung sogar in seinen Kurzgeschichten, sondern sind ebenfalls erzähltechnisch funktional im Hinblick auf die Bindung des Jungen an seinen Vater, die so psychologisch verständlich gemacht wird. Sarty zeigt durchaus Bewunderung für seinen Vater und dessen Tapferkeit, hält diese ironischerweise jedoch für erwiesen durch die Teilnahme seines Vaters am Krieg in Colonel Sartoris’ Kavallerie. Schon zu Beginn der Erzählung befindet sich der Junge allerdings in einem Konflikt, den er später metaphorisch beschreibt als „being pulled two ways like between two teams of horses“ (deutsch: „wie zwischen zwei Pferdeteams gezogen“). Diese Zerrissenheit resultiert aus der moralischen Korruptheit seines Vaters und wird auf eine für Faulkner typische Weise schon durch die Namensgebung angedeutet: Colonel Sartoris Snopes befindet sich gleichsam zwischen zwei Welten, die nicht allein soziale, sondern insbesondere moralische oder auch ästhetische Gegensätze repräsentieren. Im Verlauf des Geschehens wird deutlich, wie der Junge diesen Konflikt austrägt und schließlich löst.
Die Entscheidung des Jungen für Ordnung, Frieden und Gerechtigkeit am Ende kommt jedoch keiner Entscheidung für die Familie de Spain oder für die Sartorises gleich: Es geht Faulkner in seiner Erzählung nicht um die Überlegenheit einer sozialen Gruppe über eine andere. Zwar übt die Begegnung mit der Sartoris-Welt in Form des Plantagenhauses einen nachhaltigen Eindruck auf den Jungen aus, der auch durch die zentrale Stellung und den breiten Raum dieser Szene in der Kurzgeschichte unterstrichen wird; dieser Eindruck von „peace and dignity“ (deutsch: „Frieden und Würde“) erweist sich indes als trügerische Illusion: Die zeitweilig überlegene Haltung der von ihm bewunderten Personen geht verloren und ihr Anwesen geht teilweise in Flammen auf. Ebenso wenig kann das starke Empfinden von Frieden und Freude („peace and joy“), das der junge Sarty bei dem Anblick ihres Hauses empfindet, sein Gefühl der Solidarität mit seinem Vater erschüttern; bis zum Schluss sieht auch er in dem Major einen gemeinsamen Feind.
Das am Ende sich wandelnde Verhältnis des Jungen zu seinem Vater ergibt sich nicht allein aus der spezifischen entwicklungsbedingten Verfassung des Jungen am Ende der Geschichte; der beginnende Reifungsprozess wird an mehreren Stellen der Kurzgeschichte thematisch vorbereitet, vor allem durch die diversen Hinweise auf die deutlich erkennbaren wesensmäßigen Gegensätze zwischen Vater und Sohn. Sarty erlebt seine eigene Situation schon zu Beginn als schreckliches „Handicap“, da ihm aufgrund seines jungen Alters ein wirklich verantwortungsvolles Handeln nicht möglich scheint. Im Gegensatz dazu versucht sein Vater auf dem Hintergrund seines eigenen amoralischen Weltbildes seinem Sohn zu vermitteln, dass dessen Verhalten nicht an der Orientierung an sittlichen Werten, sondern vielmehr an der Festigung der Blutsbande zu messen sei.
Ironischerweise bewirkt dann jedoch Abner Snopes’ brutaler Versuch, seinem Sohn das Recht auf eine eigene freie Entscheidung zu nehmen, erst die eigentliche Entscheidung des Jungen. Die entscheidende Wandlung wird dabei durch die gleichsam symbolische Geste des Vaters ausgelöst, der Sarty wortlos von sich stößt und der Mutter übergibt, um ihn festzubinden. Dieser Versuch der Fesselung bewirkt die Selbstbefreiung des Jungen, die mehr darstellt, als ein einfaches Davonlaufen: Sartys nunmehriges Handeln erweist sich als Ausdruck einer erwachenden selbst- und verantwortungsbewussten Persönlichkeit. In dieser Hinsicht nimmt Faulkner mit dem Akt der Selbstbestimmung Sartys auch in dieser Kurzgeschichte zugleich das Thema der Identitätssuche des Menschen auf, das für sein gesamtes literarisches Werk bestimmend ist.

## Symbolik und sprachliche Ausdrucksmittel
Wie in Dry September und That Evening Sun und auch zahlreichen anderen Kurzgeschichten Faulkners bleibt der Schluss handlungsmäßig offen. Inwiefern die Entscheidung Sartys am Ende einen neuen Lebens- oder Entwicklungsabschnitt einleitet, ist nicht eindeutig zu beantworten. Dennoch wird durch die gezielte Verwendung indirekter Ausdrucksmittel ein sinngemäßer Abschluss des Geschehens erzeugt.
Formal erneut als frozen moment gestaltet, stellt der vorletzte Absatz der Geschichte eine Art Schwellensituation dar: Als Sarty auf dem Kamm des Hügels in die dunklen Wälder schaut, macht die äußere Kälte der Nacht und seine innerliche Isolation ihn steif und unbeweglich; in kennzeichnender Weise kreisen seine Gedanken noch immer voller Kummer und Verzweiflung („grief and despair“) um seinen Vater. Im Schlussabschnitt platziert Faulkner demgegenüber mit Hilfe des Raumes zahlreiche symbolhafte Zeichen der Hoffnung auf einen Neuanfang: Die Kälte schwindet mit der aufgehenden Sonne; der Gesang der Vögel erfüllt die dunklen Wälder und der Junge steigt den Hügel herab, ohne – wie ausdrücklich betont wird – zurückzublicken.
Diese symbolischen Vorgänge werden dabei in ihrem Ausdruckswert durch eine Reihe von Schlüsselwörtern zusätzlich betont, die den Wandel der inneren Einstellung des Jungen und die Veränderung seiner Situation in den letzten zwei Abschnitten hervorheben: Wird sein Zustand zunächst durch die zentralen Begriffe von „grief and despair“ in Verbindung mit der Aussage „he did not know“ charakterisiert, so verweist der wiederholte Gebrauch des Wortes „cure“ (deutsch: Heilung) am Ende auf eine hoffnungsvolle Zukunft.
Der Einsatz von Schlüsselwörter ist nicht allein auf das Erzählende begrenzt; die mehrfache Bezeichnung der Gestalt und des Ganges des Vaters als „stiff“ (deutsch: „steif“) weckt die Vorstellung sowohl von der Unbeirrbarkeit seines Handelns wie aber auch von seiner gleichsam schicksalhaften Unbeweglichkeit. Ebenso ruft die wiederholte Beschreibung seiner Kleidung als „black“ Assoziationen von der Verbindung seiner Person mit ‘dunklen’ Mächten hervor.
In struktureller Hinsicht ist darüber hinaus die Verwendung der drei Schlüsselwörter „grief“, „fear“, und „despair“ auffällig. Sie erzeugen einerseits im Zusammenhang mit funktionalen Leitwörtern wie „joy“, „peace“, und „dignity“ eine sprachliche Kontrastierung der gegensätzlichen Welten, zwischen denen der Junge sich bewegt, zeichnen aber zusätzlich in ihren wechselnden Konsoziationen die innere Entwicklung des kleinen Sarty nach.
Anders als der deutsche Titel der Geschichte suggeriert, ist Barn Burning nicht die Geschichte des Brandstifters wie in der Fassung des Romans The Hamlet. Zentrum der Kurzgeschichte ist über weite Strecken, wie bereits oben erwähnt, das Bewusstsein des Jungen; die Begebenheiten und Geschehnisse werden weitgehend so vermittelt, wie sie sich in seinem kindlichen Bewusstsein widerspiegeln. Sarty gewinnt damit durch das Miterleben der inneren Dramatik in seiner Seele das Mitgefühl der Leser, während sein Vater Abner Snopes aufgrund der fehlenden Innenschau umso unverständlicher und unheimlicher erscheint. Auf der Grundlage des beschränkten kindlichen Wahrnehmungshorizontes wird die schmerzliche Intensität seines Erlebens wesentlich dadurch verstärkt, dass Sarty im Gegensatz zum erfahren Leser beständig darauf hofft, sein Vater könne sich verändern. In der Nacht nach der Katastrophe bemüht er sich verzweifelt, das Bild seines Vaters als eines tapferen Soldaten aufrechtzuerhalten, während der Leser vom Erzähler erfährt, dass es Abner Snopes im Krieg einzig darum ging, sich Vorteile zu verschaffen und Beute für sich zu machen.
Durch kommentierende Eingriffe des Erzählers wird derart die subjektive Sicht des Jungen durch objektive Angaben ergänzt oder korrigiert, wobei der Erzähler sowohl in simulativer Form zeitlich vorausschaut („Older, the boy might have remarked ...“) oder durch ausdrückliche Hinweise dem Leser die Unfähigkeit des Kindes vor Augen führt, komplexe Verhältnisse geistig angemessen zu erfassen und seine Gefühle angemessen zu artikulieren. Dadurch wird an zahlreichen Stellen die Kindlichkeit der Perspektive Sartys unterstrichen; zugleich formuliert der Erzähler in diesen Passagen jedoch die ungeordneten Gedanken und Empfindungen des Jungen in einer sprachlichen Form, die das Bemühen Faulkners erkennen lässt, die psychischen Vorgänge in ihrer ganzen Komplexität auch unter Einbezug unterbewusster Regungen zum Ausdruck zu bringen.
In der Fortführung von Sartys Gedanken greift Faulkner vermittelt über den Erzähler auch hier auf das von ihm häufig angewandte akkumulative Verfahren zur Gestaltung komplexer psychischer Vorgänge zurück, wie es exemplarisch in der Erzähltechnik seiner Romane eingesetzt wird.
Dabei findet sich in diesen Passagen ein auffallendes Nebeneinander unterschiedlicher Sprechweisen: die von Faulkner geschickt gehandhabte umgangssprachliche Diktion, die Figuren wie Sarty ihre Plastizität verleiht und sie im Hinblick auf ihr Wesen, ihr Alter und ihr soziales Milieu differenziert, wird ergänzt durch eine überpersönliche Erzählprosa, die wiederum in zahlreichen situations- und funktionsbedingten Varianten ihren Ausdruck findet. So sind die Reflexionen des Erzählers beispielsweise an vielen Stellen durch einen labyrinthischen Satzbau und eine ungewöhnliche Häufung von Substantiven und sogenannten „hard words“ (deutsch: „schwierige Wörter“) gekennzeichnet, um das bohrende Bemühen um eine geistige Durchdringung der jeweiligen Situation oder Person zu unterstreichen.
An jenen Stellen, an denen die Situationen aus der Erlebnisperspekive des Jungen dargestellt wird, verwendet Faulkner demgegenüber seine Erzählsprache als ein äußerst flexibles Medium, das es ihm ermöglicht, die verschiedenartigen augenblicksbezogenen Bewusstseinsmomente überzeugend nachzubilden. Beispielhaft hierfür ist die Darbietung des Spannungshöhepunktes gegen Ende der Geschichte beim Weglaufen Sartys vor dem galoppierenden Pferd des Majors. Die Spannungsintensität der Situation wird von Faulkner hier durch einen vielfach unterteilten Satz mit mehr als zwanzig Zeilen Länge dargestellt, der mit einer logisch ungeordneten, primär psychisch bestimmten Abfolge von Reflexionen und sinnlichen Wahrnehmungen bzw. psychischen und physischen Vorgängen die Bedrängnis und Atemlosigkeit des Jungen ausdrückt, wobei diese sprachlich weiter gespiegelt werden durch das Zerbrechen der syntaktischen Ordnung und die auffallend gehäufte Verwendung von Partizipien des Präsens anstelle üblicherweise verwendeter konjugierter Verben.

## Hauptpersonen
In Brandstifter gibt es eine große Anzahl an Figuren. Diese Auflistung enthält die wichtigsten:

### Colonel Sartoris Snopes „Sarty“
Sarty ist der zehnjährige Protagonist der Geschichte und wurde nach dem großen Bürgerkriegs-Colonel John Sartoris benannt (die Hauptfigur der Faulkner-Romane Sartoris und Die Unbesiegten). Er ist der Sohn von Abner und Lennie Snopes und ist gefangen zwischen seiner Ambition, moralisch richtig zu handeln, und loyal zum kriminellen Vater zu sein. Er bricht schließlich aus und verlässt die Familie.

### Abner Snopes
Sartys Vater ist ein gewalttätiger Grobian, der durch sein rücksichtsloses Verhalten die Existenz seiner Familie immer wieder bedroht. Er führt diese mit Gewalt und Drohung. Er verlangt von allen absolute Treue und fordert sie vor Gericht zum Meineid auf. Wenn er sich ungerecht behandelt fühlt, greift er zu kriminellen Mitteln – vorrangig Brandstiftung – um seinen Willen oder zumindest seine Rache durchzusetzen.

### Major de Spain
De Spain ist ein wohlhabender Landbesitzer und der neue Arbeitgeber von Abner Snopes, der jedoch nicht mit Autoritäten umgehen kann. Major de Spain taucht in vielen Werken Faulkners auf, meist als Jäger und angesehenes Mitglied des Yoknapatawpha County.

### Lennie Snopes
Lennie ist Sartys Mutter und Abners Frau. Sie hat einen traurigen, emotionalen und fürsorglichen Charakter. Gewalt und Drohung haben sie nicht nur an den kriminellen Mann gebunden, sondern als mittellose Frau ist sie auch von ihm abhängig. Sie nimmt nicht aktiv an seinen Verbrechen teil, hilft ihm aber sie zu vertuschen und lügt für ihn.

### Lizzie
Über Tante Lizzie ist nicht viel bekannt. Sie ist eine „alte Jungfer“ und Lennies Schwester. Sie ist es, die zulässt, dass Sarty zu den de Spains läuft, indem sie ihn nicht auf Lennies Rufen hin festhält.

### Colonel John Snopes
Sartys älterer Bruder ähnelt seinem Vater, ist aber noch etwas ruhiger. Er kaut Tabak und agiert nie aktiv in der Handlung der Geschichte.

### Mr. Harris
Er ist der frühere Landbesitzer und Arbeitgeber der Snopes, der zu Beginn der Kurzgeschichte Abner Snopes der Brandstiftung beschuldigt.

## Verfilmungen
Die Erzählung bildete 1957/58 die Grundlage für den Film Der lange heiße Sommer von Martin Ritt, in dem Paul Newman den Sohn des Brandstifters spielt.
Brandstifter wurde 1980 als Kurzfilm für das Fernsehen verfilmt. Regisseur war Peter Werner, das Drehbuch schrieb Horton Foote, die Hauptrollen übernahmen Tommy Lee Jones, Diane Kagan und Shawn Whittington.

## Auszeichnungen
- Faulkners Erzählung Barn Burning wurde noch im Jahr ihres Erscheinens als beste amerikanische Kurzgeschichte mit dem O.-Henry-Preis ausgezeichnet.[15]

## Deutschsprachige Ausgabe
- Brandstifter, Übersetzt von Elisabeth Schnack, gelesen von Claus Biederstaedt, Diogenes Verlag